# Instituto Panamericano de Geografia e História
O Instituto Pan-Americano de Geografia e História (IPGH) é uma Agência Especializada da Organização dos Estados Americanos. Foi criado em 7 de fevereiro de 1928 por uma resolução adotada na Sexta Conferência Internacional dos Estados Americanos, realizada em Havana, Cuba. 
1. ↑  https://www.ipgh.org/quienes-somos.html